# Wc
A wc (a word count rövidítéseként) egy parancssorból futtatható, elsősorban unix és unix-szerű rendszereken használt eszköz.
Vagy a standard input-ról vagy a megadott bemeneti fájlokból olvas, és különböző statisztikai információkat ír a kimenetre. Több bemeneti fájl esetén összesített és fájlonkénti statisztikát is kap a felhasználó a standard output-on.
```
$ wc ideas.txt excerpt.txt 
     40     149     947 ideas.txt
   2294   16638   97724 excerpt.txt
   2334   16787   98671 total
```

Alapértelmezésben a wc a byte-ok, a szavak és a soremelések számát írja ki, de ez a működés parancssori opciók beállításával megváltoztatható.

## Opciók
Az alábbi opciókkal lehet befolyásolni a kimenet formátumát:
-l csak a sorok száma
```
wc -l <filename>
```

-c csak a byte-ok száma
```
wc -c <filename>
```

-m csak a karakterek száma
```
wc -m <filename>
```

-L a leghosszabb sor hossza
```
wc -L <filename>
```

-w csak a szavak száma
```
wc -w <filename>
```